# Anna Sakse
Anna Sakse (ur. 16 stycznia 1905 w Lauzas, gm. Gulbene, zm. 2 marca 1981 w Rydze) – łotewska powieściopisarka i poetka sowiecka.

## Życiorys
Pochodziła z niezamożnej rodziny chłopskiej. Była córką Otto Saksa i Minny z domu Klavina. Gimnazjum realne ukończyła w Lejasciems, a potem przeprowadziła się do Rygi. Studiowała na tamtejszym uniwersytecie, na wydziałach filologii bałtyckiej oraz filozofii. 
Od 1927 była członkiem redakcji czasopisma Pēdējā brīdī. Była tam tłumaczem i korektorem. Również w 1927 zadebiutowała jako poetka wierszem Nemiera varā (We władzy niepokoju). W latach 30. XX wieku zbliżyła się do podziemnych działaczy komunistycznych Czerwonej Pomocy. Po 1940, po rozpoczęciu okupacji sowieckiej Łotwy rozwinęła szerszą działalność literacką. W 1941 napisała pierwszą sowiecką powieść łotewską - Darba cilts (Pracowity ród). Był to utwór w duchu socrealizmu obrazujący dzieje łotewskich chłopów w wieku XIX i na początku XX, w tym rozwój ruchu komunistycznego w ich środowisku. W latach 1941–1944 była ewakuowana i przebywała m.in. w Czuwaszji. W 1948 napisała powieść W górę (łot. Pret kalnu), w której opisała wieś łotewską tuż po wyparciu Niemców i pierwszy okres formowania władzy sowieckiej. W utworze tym wychwalała kolektywizację. Za to dzieło otrzymała w 1949 Nagrodę Stalinowską. Napisała również dwutomową powieść Dzirksteles naktī (Iskry w nocy, pierwszy tom z 1949, drugi tom z 1957). Poddała w niej krytyce filozofię idealistyczną na tle życia uniwersyteckiego Łotwy przed agresją sowiecką. Pisała również humorystyczne kompozycje satyryczne dla dzieci, np. Pasakas par ziediem (Bajki kwiatów z 1966). Otrzymała tytuł Zasłużonego Działacza Kulturalnego Łotewskiej SRR. Uczestniczyła w ruchu tzw. "obrońców pokoju". Jako członek Sowieckiego Komitetu Ochrony Pokoju kilkakrotnie podróżowała za granicę (m.in. do Austrii i Szwecji). W Polsce ukazały się jej Opowiadania.
Pochowana na Pierwszym Cmentarzu Leśnym w Rydze.

## Rodzina
Miała brata Alexandra (starszego) oraz młodsze rodzeństwo: Austrę i Haralda. Jej mężem był Edgar Abzolon, z którym miała dwójkę dzieci.

## Nagrody i odznaczenia
- Nagroda Stalinowska III stopnia (1949)
- Ludowa Pisarka Łotewskiej SRRR (1965)
- Order Rewolucji Październikowej (1975)
- Order Czerwonego Sztandaru Pracy (dwukrotnie, 1950 i 1955)
- Order Czerwonej Gwiazdy[3]

## Upamiętnienie
Jej tablica pamiątkowa i popiersie (autorstwa rzeźbiarza A. Fischer) znajdują się przy jej domu w ryskich Mežaparkach (Gdaņskas iela 14). W tej samej dzielnicy jest położona ulica, której jest patronką (Annas Sakses iela).